# Эмоциональный труд
Эмоциональный труд — это процесс управления чувствами и проявлениями эмоций для удовлетворения требований на рабочем месте (во время взаимодействия с клиентами, коллегами, менеджерами). К эмоциональному труду относится:
- анализ и принятие решений с точки зрения выражения эмоций, независимо от того, ощущаются ли они на самом деле или нет
- подавление эмоций, которые ощущаются, но не выражаются.

Эмоциональный труд совершается для того, чтобы вызвать у покупателя или клиента определённое чувство, которое позволит компании или организации добиться успеха.
Требуют эмоционального труда профессии, связанные со сферой услуг, а также с:
- образованием
- государственным управлением
- правом
- уходом за детьми
- здравоохранением
- социальной работой
- гостиничным бизнесом
- средствами массовой информации
- пропагандой
- авиацией
- шпионажем.

Переход от производственной экономики к экономике, основанной на услугах, потребует увеличения количества работников, связанных с эмоциональным трудом.

## Определение
Социолог Арли Хохшильд первой дала определение эмоционального труда, как проявления определённых эмоций для выполнения требований работы. Следует различать термин «эмоциональный труд» и термин работа с эмоциями» (также называемый «управление эмоциями»). «Работа с эмоциями» относится к проявлению определённых эмоций в личных целях, например, в частной сфере дома или при взаимодействии с семьей и друзьями.
Арли Хохшильд выделила три стратегии регуляции эмоций:
- когнитивная
- телесная
- экспрессивная.

В рамках когнитивной стратегии индивидом предпринимаются попытки изменить образы, идеи или мысли в надежде изменить связанные с ними чувства. Например, можно ассоциировать семейную фотографию с чувством счастья и думать об этой фотографии всякий раз, когда пытаешься почувствовать себя счастливым.
В рамках телесной стратегии предпринимаются попытки изменить физические симптомы, чтобы создать желаемую эмоцию. Например, можно попробовать глубоко дышать, чтобы уменьшить гнев.
В рамках экспрессивной стратегии пытаются изменить экспрессивные жесты, чтобы изменить внутренние чувства, например, улыбнуться, пытаясь почувствовать себя счастливым.
Рабочие места, связанные с эмоциональным трудом, определяются как те, на которых :
- требуется личный или голосовой контакт с общественностью
- вызывается эмоциональное состояние у другого человека
- контролируется эмоциональная активность сотрудников посредством обучения и надзора со стороны работодателя.

Арли Хохшильд (1983) утверждала, что в рамках процесса коммодификации (коммерциализации) работники сферы услуг на рабочем месте отчуждаются от своих собственных чувств.

## Альтернативное использование
В современном контексте термин «эмоциональный труд» стал применяться для обозначения домашних обязанностей, в частности неоплачиваемого труда, который часто ожидается от женщин, например, необходимости напоминать партнеру о домашних обязанностях.
Этот термин может также относиться к неформальному консультированию, например, предоставлению совета другу или оказанию помощи кому-либо в период разрыва отношений. Арли Хохшильд заявила, что альтернативное использование термина «эмоциональный труд» сделало концепцию более размытой, и термин иногда применялся к явлениям, которые были просто трудом, хотя то, как выполнение этого труда заставляло человека чувствовать себя, могло также считаться эмоциональным трудом.

## Факторы
На эмоциональный труд влияют следующие факторы:
- Социальные, профессиональные и организационные нормы. Например, эмпирические данные свидетельствуют о том, что в типично «загруженных» магазинах существует больше законных оснований для выражения негативных эмоций, чем в типично «медленных» магазинах, где от сотрудников ожидается, что они будут вести себя в соответствии с правилами демонстрации товаров.[10] Следовательно, эмоциональная культура, к которой принадлежит человек, влияет на приверженность сотрудника этим правилам[11]
- Черты характера и внутреннее ощущение на работе; например, эмоциональная выразительность сотрудников, которая относится к способности использовать выражения лица, голос, жесты и движения тела для передачи эмоций[12] или уровень карьерной идентичности сотрудников (важность карьерной роли для самоидентичности), который позволяет им легче выражать желаемые организацией эмоции (потому что существует меньше расхождений между выраженным поведением и эмоциональным опытом при выполнении работы)[13]
- Регулирование правил демонстрации со стороны руководителей; Руководители, вероятно, будут играть важную роль в определении правил демонстрации на уровне должности, учитывая их непосредственное влияние на убеждения работников в отношении ожиданий высокой производительности. Более того, представления руководителей о необходимости подавлять негативные эмоции на работе влияют на представления сотрудников об этом правиле проявления.[14]

## Поверхностное и глубокое действие
Арли Хохшильд разделила эмоциональный труд на два компонента: поверхностную игру и глубокую игру.
Поверхностная игра не меняет с реальных чувств сотрудника, демонстрирующего необходимые для работы эмоции.
Глубокая игра — это трудоемкий процесс, посредством которого сотрудники изменяют свои внутренние чувства для более естественных и подлинных эмоциональных проявлений. Цель обоих подходов обычно заключается в демонстрации положительных эмоций, которые, как предполагается, влияют на чувства клиентов и конечные результаты (продажи, положительные рекомендации и повторные сделки). Исследования в целом показали, что поверхностное воздействие более вредно для здоровья сотрудников. Уменьшить негатив может деловая этика, как руководство для сотрудников в выражении чувств, соответствующих этическим ценностям.

## Эмоциональный труд в различных профессиях
В прошлом эмоциональный труд считался характеристикой определённых профессий, таких как работники ресторанов, кассиры, работники больниц, инкассаторы, консультанты, секретари и медсестры. Однако впоследствии были концептуализированы межличностные требования к работе, которые являются общими для многих видов профессий.

### Учителя
Чжан и др. (2019) изучали учителей в Китае, используя анкеты, в которых исследователи спрашивали об их опыте преподавания и их взаимодействии с детьми и их семьями. Большое внимание в этом исследовании уделялось использованию поверхностного актёрского мастерства в работе педагогов раннего детства. Чжан и др. (2019) обнаружили, что поверхностная игра используется воспитателями детских садов значительно реже, чем глубокая и естественная игра, а воспитатели дошкольного образования менее склонны подделывать или подавлять свои чувства. Они также обнаружили, что более опытные учителя имеют более высокий уровень эмоционального труда, поскольку либо обладают большими навыками подавления своих эмоций, либо менее склонны прибегать к поверхностному поведению.

### Инкассаторы
В 1991 году Саттон провел углубленное качественное исследование среди инкассаторов в коллекторском агентстве. Было обнаружено, что коллекторы подбираются и социализируются так, чтобы демонстрировать раздражение большинству должников. В частности, коллекторское агентство нанимало агентов, которые, как оказалось, легко возбуждались. Затем новых агентов обучали тому, когда и как проявлять различные эмоции по отношению к разным типам должников.
Эмоциональный труд коллекторов заключается в том, чтобы:
- не позволять агрессивным должникам злить их
- не чувствовать себя виноватыми, оказывая давление на дружелюбных должников, требуя денег.

Коллекторы справлялись с разгневанными должниками, публично демонстрируя свой гнев или шутя, когда те клали трубку, и они минимизировали чувство вины эмоциональным отстранением от должников.

### Работники по уходу за детьми
Навыки, необходимые для ухода за детьми, часто считаются врожденными для женщин, что делает эмоциональный труд во время ухода за детьми невидимым. Учёные предположили, что эмоциональный труд, связанный с уходом за детьми, уникален и его необходимо изучать. При уходе за детьми требуется развитие эмоционального капитала посредством опыта и размышлений. С помощью полуструктурированных интервью Эдвардс (2016) обнаружил, что в уходе за детьми существуют такие компоненты эмоционального труда, как:
- эмоциональное созвучие
- подавление

Эдвардс (2016) определил подавление как сокрытие эмоций, а эмоциональное созвучие — как естественное переживание тех же эмоций, которые человек должен испытывать на работе.

### Работники пищевой промышленности

#### Обслуживающий персонал
В своем исследовании, проведенном в 1991 году среди официанток в Филадельфии, Грета Паулес изучала два аспекта их взаимодействия с клиентами:
- контроль
- защита своей индивидуальности.

Согласно Паулес, в ресторанной работе подчинение работников клиентам усиливается посредством культурных символов, которые берут начало из глубоко укоренившихся представлений о работе в сфере обслуживания. Несмотря на то, что официантки подвергаются стигматизации из-за стереотипов и представлений о рабском труде в ресторане, на них не оказывало негативного влияние взаимодействие с клиентами. Напротив, они рассматривали свою способность управлять эмоциями как ценный навык, который можно использовать для получения контроля над клиентами. Таким образом, согласно Паулес, официантки Филадельфии воспользовались отсутствием регламентирования работодателем эмоционального труда, чтобы избежать потенциально негативных последствий эмоционального труда.
Напротив, другие учёные обнаружили отрицательные последствия эмоционального труда в индустрии официанток. В ходе восемнадцатимесячного исследования с участием наблюдателей, Байярд Де Воло (2003) обнаружил, что официантки казино находятся под пристальным наблюдением и получают денежные взятки за выполнение эмоционального труда на рабочем месте. Посредством сексуализированной среды и щедрой системы чаевых владельцы казино и клиенты контролируют поведение и внешний вид официанток ради собственной выгоды и удовольствия. Интенсивный и постоянный контроль за действиями работников со стороны руководства казино затрудняет изменение динамики власти на рабочем месте в казино.

#### Работники фаст-фуда
Используя включенное наблюдение и интервью, Робин Лейднер (1993) изучала, как работодатели в ресторанах быстрого питания регулируют взаимодействие работников с клиентами.
Регуляция происходит в случаях, когда:
- качество взаимодействия важно для успеха предприятия
- работники не способны или не желают осуществлять взаимодействие надлежащим образом самостоятельно
- сами задачи не слишком сложны или не зависят от контекста.

Регулирование взаимодействия сотрудников с клиентами подразумевает стандартизацию личного взаимодействия работников с клиентами. В ресторанах быстрого питания McDonald’s эти взаимодействия строго регламентированы, и соблюдение работниками сценариев и правил тщательно контролируется.
Работники предприятий быстрого питания реагируют на эти правила определённым образом, им приходится заниматься той или иной формой эмоционального труда. Например, от работников McDonald’s требуют встречать клиентов с улыбкой и демонстрировать дружелюбное отношение, независимо от их собственного настроения в данный момент или их темперамента.
Жёсткое соответствие этим ожиданиям, по крайней мере, потенциально вредит чувству собственного достоинства и идентичности работников. Однако Робин Лейднер (1993) не увидела негативных последствий эмоционального труда у работников, которых она изучала. Вместо этого работники McDonald’s попытались индивидуализировать свои ответы на запросы клиентов в мелочах. В частности, они использовали юмор или преувеличение, чтобы продемонстрировать свой бунт против строгого регулирования взаимодействия сотрудников с клиентами.

### Медработники
По мнению Ларсона и Яо (2005), эмпатия должна характеризовать взаимодействие врачей с пациентами, поскольку, несмотря на прогресс в области медицинских технологий, межличностные отношения между врачами и пациентами остаются важнейшими для качественного здравоохранения.
Врачи считают эмпатию формой эмоционального труда. Они вовлекаются в глубокую игру, испытывая искреннее сочувствие до, во время и после взаимодействия с пациентами. С другой стороны, Ларсон и Яо (2005) утверждают, что имеет место и имитация эмпатии, врачи прибегают к поверхностному поведению, когда искреннее сочувствие пациентам невозможно. В целом, Ларсон и Яо (2005) утверждают, что врачи более эффективны и получают большее профессиональное удовлетворение, когда они проявляют эмпатию посредством глубокой игры в результате эмоционального труда.

### Полицейские
Согласно Мартину (1999), работа полиции подразумевает значительную часть эмоционального труда со стороны сотрудников полиции, которые должны контролировать собственные проявления эмоций (и лицо и тело) в присутствии других сотрудников полиции и граждан.
Полицейская деятельность часто рассматривается как стереотипно мужская работа, направленная на борьбу с преступностью, поддержание порядка. Полицейские должны обладать твёрдым характером, чтобы действовать решительно и сохранять контроль в непредсказуемых ситуациях. С другой стороны они должны уметь активно слушать и уметь правильно разговаривать с гражданами. Из-за сексистских взглядов многих полицейских, проявление чрезмерных эмоций (гнев, сочувствие) при столкновении с с опасностью на работе, считается неспособностью выдержать давление полицейской работы.
Необходимые качества полицейских:
- умение сдерживать эмоции перед другими сотрудниками полиции
- настойчивость в наведении порядка
- использование эффективных навыков межличностного общения, для завоевывания доверия граждан и достижения их послушания .

В конечном итоге, способность сотрудников полиции эффективно заниматься эмоциональным трудом влияет на то, как их видят другие сотрудники полиции и граждане.

### Государственные служащие
Самый большой объём эмоционального труда государственных служащих —  на местном уровне, так как именно на уровне городов и округов лежит ответственность за повседневную готовность к чрезвычайным ситуациям, пожарные, правоохранительные органы, государственное образование, здравоохранение, а также услуги для семьи и детей. От правительства ожидается работа, ориентированная на обслуживание клиентов. 
Мастраччи и Адамс (2017) изучают государственных служащих и то, как они могут подвергаться риску отчуждения из-за неподтвержденных эмоциональных трудовых требований, предъявляемых к ним на работе. Это может привести к поверхностному поведению работников и к их недоверию к руководству. Существуют два сравнения, которые представляют эмоциональный труд в государственном управлении: «Рациональный труд против эмоционального труда» и «Эмоциональный труд против эмоционального интеллекта».
Рациональная работа — это способность мыслить более практично и обоснованно, в то время как эмоциональная работа означает мыслить когнитивно и аналитически. Умение подавлять и управлять своими чувствами известно как эмоциональный интеллект. Умение контролировать свои эмоции и делать это на высоком уровне гарантирует способность служить нуждающимся. Эмоциональный интеллект реализуется в процессе выполнения эмоционального труда.
Государственная служба в значительной степени опирается на эмоциональный труд, однако он не признаётся и не компенсируется.
При общении с гражданином или коллегой государственные служащие используют эмоциональное чутье, чтобы оценить эмоциональное состояние нуждающегося в помощи гражданина. Затем работники оценивают свое эмоциональное состояние, чтобы убедиться, что выражаемые ими эмоции соответствуют их роли. Одновременно им приходится определять, как действовать, чтобы добиться желаемой реакции как от граждан, так и от коллег. Государственные служащие выполняют эмоциональную работу, используя пять различных стратегий:
- психологическая первая помощь
- отсечение и вытеснение
- спокойствие
- юмор
- здравый смысл.

### Секс-работа
Эмоциональный труд является неотъемлемой частью многих видов секс-работы. При поверхностной игре происходит диссонанс между подлинным переживанием эмоций секс-работником и его управляемым эмоциональным проявлением. При глубокой игре секс-работник больше не может различать, что подлинно, а что — игра; игра становится подлинной.
Секс-работники занимаются эмоциональным трудом для:
- получения максимальной прибыли[40]
- самозащиты (диссоциация, то есть дистанцирование).

Для этого они конструируют, в ответ на желания клиента, представления о гендере и сексуальности. Как правило, клиент, представляющий собой гетеросексуального мужчину, ценит нормативных женщин (физическое воплощение традиционной женственности, почтение к клиентам и подтверждение их мужественности).
Клиенты ценят подлинность в своих отношениях с секс-работниками; таким образом, секс-работники могут пытаться способствовать возникновению чувства подлинной близости или же демонстрировать поддельную интимность.

## Гендерный разрыв
Макдональд и Сирианни (1996) используют термин «эмоциональный пролетариат» для описания рабочих мест в сфере услуг, в которых «работники выполняют эмоциональный труд, при котором от них требуется проявлять дружелюбие и уважение к клиентам». Эти профессии, как правило, стереотипно воспринимаются как женские. По мнению Макдональда и Сирианни (1996), поскольку почтение является требуемой рабочей характеристикой, женщины пере-представлены на этих должностях. Макдональд и Сирианни (1996) утверждают, что «ни в какой другой области наёмного труда личные характеристики работников не связаны столь тесно с характером работы». Хотя все работники, занятые в сфере услуг, могут испытывать трудности с сохранением своего достоинства и самоидентификации из-за требований эмоционального труда, такая проблема может быть особенно актуальной для работающих женщин.
Эмоциональный труд влияет на женщин, увековечивая профессиональную сегрегацию и гендерный разрыв в оплате труда. По мнению Гая и Ньюмана (2004), профессиональную сегрегацию и, в конечном итоге, гендерный разрыв в оплате труда можно, по крайней мере, частично объяснить эмоциональным трудом. Такие качества как забота и сопереживание, являются требованиями многих профессий, в которых преобладают женщины. Однако эти феминизированные рабочие задачи не являются частью официальных должностных инструкций и оценок производительности. Эмоциональный труд невидим и не компенсируется. По словам Гая и Ньюмана (2004), женщины, работающие на должностях, которые требуют эмоционального труда в дополнение к обычной работе, не получают компенсацию за этот дополнительный труд из-за сексистского представления о том, что от них следует ожидать дополнительного труда, поскольку они женщины. Гай и Ажар (2018) обнаружили, что на эмоциональные проявления между полами влияет культура. В ходе исследования было обнаружено, что существует разница в том, как женщины и мужчины интерпретируют эмоциональные слова, и, в частности, результаты показали, что культура играет огромную роль в этих гендерных различиях.

## Работники-инвалиды
Люди с ограниченными возможностями все чаще становятся частью рабочей силы. Им может быть сложнее выполнять роли, требующие эмоционального труда, и может потребоваться больше времени и энергии на выполнение задачи, по сравнению с людьми без ограничений. Они регулярно сталкиваются с предрассудками и стигматизацией (как это бывает со многими группами, испытывающими предрассудки), включая недружественные по отношению к людям с ограниченными возможностями административные или социальные структуры.
С другой стороны, из-за повседневного опыта хождения по бюрократическим структурам и сталкивания с предрассудками, люди с ограниченными возможностями могут иметь двойное преимущество:
- лучшие навыки поиска путей решения проблем без траты эмоциональной энергии, например, на эмоцию удивления
- более легкое сочувственное или эмпатическое понимание опыта других людей и групп, сталкивающихся с этими проблемами.

Инклюзивная или недружелюбная корпоративная культура может выражаться в требовании к инвалидам преуменьшать свои нарушения, чтобы «вписаться», что является дополнительным бременем эмоционального труда. Большинство людей будут испытывать сложные последствия того, как их инвалидность влияет на их эмоциональный труд на определённой должности в определённой организации.

## Последствия эмоционального труда
Положительные аффективные проявления во время взаимодействия с клиентами, такие как улыбка и выражение дружелюбия, положительно связаны с положительными чувствами клиентов. Результатами эмоционального труда являются:
- намерение клиента вернуться
- рекомендация магазина другим
- восприятие общего качества обслуживания.

Для работников последствиями эмоционального труда могут быть:
- эмоциональное истощение
- выгорание сотрудников[11]
- снижение удовлетворенности от работы[50].

Существуют эмпирические данные, что более высокие требования к эмоциональному труду не всегда вознаграждаются более высокой заработной платой. Вознаграждение зависит от уровня общих когнитивных требований, предъявляемых к работе:
- при высоких когнитивных требованиях демонстрируют возврат заработной платы при увеличении требований к эмоциональному труду
- при низких— демонстрируют «штраф» в заработной плате при увеличении эмоциональных трудовых требований.

Инновации, которые расширяют возможности сотрудников, такие как преобразование в рабочие кооперативы, схемы совместного управления или выравнивание структуры рабочих мест, увеличивают уровень эмоционального труда сотрудников, поскольку они берут на себя больше обязанностей на рабочем месте.

### Навыки преодоления трудностей
В попытке сохранить психическое здоровье и эмоциональное благополучие в ответ на психологический стресс используются стратегии преодоления стресса. Факторы стресса часто описываются как негативные события (потеря работы). Однако позитивные изменения в жизни (новая работа) также могут стать жизненными стрессорами, требующими применения навыков совладания с ними для адаптации. Стратегии преодоления трудностей — это поведение, мысли и эмоции, которые используются для приспособления к изменениям, происходящим в жизни.
Способы преодоления стресса:
- делиться эмоциями с коллегами
- вести здоровую социальную жизнь вне работы
- проявлять чувство юмора и корректировать ожидания от себя и своей работы.

Навыки преодоления трудностей помогают превратить негативные эмоции в позитивные и позволяют больше сосредоточиться на внешнем окружении, а не на себе.

## Дальнейшее чтение
- Abraham, R (May 1998). Emotional dissonance in organizations: Antecedents, consequences, and moderators. Genetic, Social, and General Psychology Monographs. 124 (2): 229–246. PMID 9597747.
- Adelman, P.K. (1995), Emotional labor as a potential source of job stress, in Sauter, S.L.; Murphy, L.R. (eds.), Organizational risk factors for job stress, Washington, DC: American Psychological Association, pp. 371–381, ISBN 978-1-55798-297-1
- Ashforth, B. E.; Humphrey, R. H. (1993). Emotional labor in service roles: The influence of identity. Academy of Management Review. 18 (1): 88–115. doi:10.5465/amr.1993.3997508. JSTOR 258824.
- Brotheridge, C. M.; Grandey, A. A. (2002). Emotional labor and burnout: Comparing two perspectives of 'people work'. Journal of Vocational Behavior. 60: 17–39. doi:10.1006/jvbe.2001.1815. S2CID 37027572.
- Brotheridge, C. M.; Lee, R. T. (2002). Testing a conservation of resources model of the dynamics of emotional labor. Journal of Occupational Health Psychology. 7 (1): 57–67. doi:10.1037/1076-8998.7.1.57. PMID 11827234.
- Cropanzano, R.; Rupp, D.E.; Byrne, Z.S. (2003). The relationship of emotional exhaustion to work attitudes, job performance and organizational citizenship behaviors (PDF). Journal of Applied Psychology. 88 (1): 160–169. doi:10.1037/0021-9010.88.1.160. PMID 12675403. Архивировано из оригинала (PDF) 15 февраля 2010.
- Diefendorff, J. M.; Richard, E. M. (2003). Antecedents and consequences of emotional display rule perceptions. Journal of Applied Psychology. 88 (2): 284–294. doi:10.1037/0021-9010.88.2.284. PMID 12731712.
- Erickson, R. J.; Wharton, A. S. (1997). Inauthenticity and depression: Assessing the consequences of interactive service work. Work and Occupations. 24 (2): 188–213. doi:10.1177/0730888497024002004. S2CID 145001059.
- Friedman, H. S.; Prince, L. M.; Riggio, R. E.; DiMatteo, R. (1980). Understanding and assessing nonverbal expressiveness: The affective communication test. Journal of Personality and Social Psychology. 39 (2): 333–351. doi:10.1037/0022-3514.39.2.333. S2CID 444767.
- Glomb, T.M.; Kammeyer-Mueller, J.; Rotundo, M. (2004). Emotional Labor Demands and Compensating Wage Differentials (PDF). Journal of Applied Psychology. 89 (4): 700–714. doi:10.1037/0021-9010.89.4.700. PMID 15327355. Pdf.
- Grandey, A.A. (2000). Emotion regulation in the workplace: A new way to conceptualize emotional labor. Journal of Occupational Health Psychology. 5 (1): 59–100. doi:10.1037/1076-8998.5.1.95. PMID 10658889. S2CID 18404826. Pdf.
- Grandey, A.; Dickter, D.; Sin, H.P. (2004). The customer is not always right: Customer verbal aggression toward service employees. Journal of Organizational Behavior. 25 (3): 397–418. doi:10.1002/job.252. S2CID 144661055. Pdf. Архивировано 15 апреля 2023 года.
- Grandey, A.A.; Fisk, G.M.; Steiner, D.D. (2005). Must "service with a smile" be stressful? The moderate role of personal control for American and French employees. Journal of Applied Psychology. 90 (5): 893–904. doi:10.1037/0021-9010.90.5.893. PMID 16162062. S2CID 41790033. Download. Архивировано 27 июля 2015 года.
- Grove, S.J.; Fisk, R.P. (1989), Impression management in services marketing: a dramaturgical perspective, in Giacalone, R.A.; Rosenfeld, P. (eds.), Impression Management in the Organization, Hillsdale, New Jersey: Lawrence Erlbaum, pp. 427–438, ISBN 978-0-8058-0696-0
- Gross, J (1998a). Antecedent- and response-focused emotion regulation: Divergent consequences for experience, expression, and physiology. Journal of Personality and Social Psychology. 74 (1): 224–237. CiteSeerX 10.1.1.688.783. doi:10.1037/0022-3514.74.1.224. PMID 9457784. S2CID 3031566.
- Gross, J (1998b). The emerging field of emotion regulation: An integrative review (PDF). Review of General Psychology. 2 (3): 271–299. CiteSeerX 10.1.1.476.7042. doi:10.1037/1089-2680.2.3.271. S2CID 6236938. Архивировано из оригинала (PDF) 2005-05-22. {{cite journal}}: |archive-date= / |archive-url= несоответствие временной метки; предлагается 22 мая 2005 (справка)
- Hochschild, A.R. The managed heart: commercialization of human feeling. — Berkeley : University of California Press, 1983. — ISBN 978-0-520-05454-7.
- Ito, J.; Brotheridge, C. (2003). Resources, coping strategies, and emotional exhaustion: A conservation of resources perspective. Journal of Vocational Behavior. 63 (3): 490–509. doi:10.1016/s0001-8791(02)00033-7.
- Parasuraman, A.; Zeithaml, V.A.; Berry, L.L. (Spring 1988). SERVQUAL: a multiple-item scale for measuring customer perceptions of service quality. Journal of Retailing. 64 (1): 12–40. Pdf.
- Pugliesi, K (1999). The consequences of emotional labor in a complex organization. Motivation and Emotion. 23 (2): 125–154. doi:10.1023/A:1021329112679. S2CID 141064709.
- Rafaeli, A.; Sutton, R. I. (1989). The expression of emotion in organizational life. Research in Organizational Behavior. 11: 1–42. Pdf.
- Ragin, Charles C. Constructing social research: the unity and diversity of method. — Thousand Oaks, California : Pine Forge Press, 1994. — ISBN 978-0-8039-9021-0.
- Sutton, R. I.; Rafaeli, I. (1988). Untangling the relationship between displayed emotions and organizational sales: The case of convenience stores. Academy of Management Journal. 31 (3): 461–487. JSTOR 256456.
- Tracy, S (2000). Becoming a character for commerce emotion. Management Communication Quarterly. 14 (1): 90–128. doi:10.1177/0893318900141004. S2CID 144163747.
- Wichroski, M.R. (1994). The secretary: invisible labor in the workworld of women. Human Organization. 53 (1): 33–41. doi:10.17730/humo.53.1.a1205g53j7334631.
- Wilding, M.; Chae, K.; Jang, J. (2014). Emotional labor in Korean local government: testing the consequences of situational factors and emotional dissonance (PDF). Public Performance & Management Review. 38 (2): 316–336. doi:10.1080/15309576.2015.983838. S2CID 144172415.
- Wright, T.A.; Cropanzano, R. (1998). Emotional exhaustion as a predictor of job performance and voluntary turnover. Journal of Applied Psychology. 83 (3): 486–493. doi:10.1037/0021-9010.83.3.486. PMID 9648526.
- Zapf, D (2002). Emotion work and psychological well-being. A review of the literature and some conceptual considerations. Human Resource Management Review. 12 (2): 237–268. doi:10.1016/s1053-4822(02)00048-7.